# 加越台地

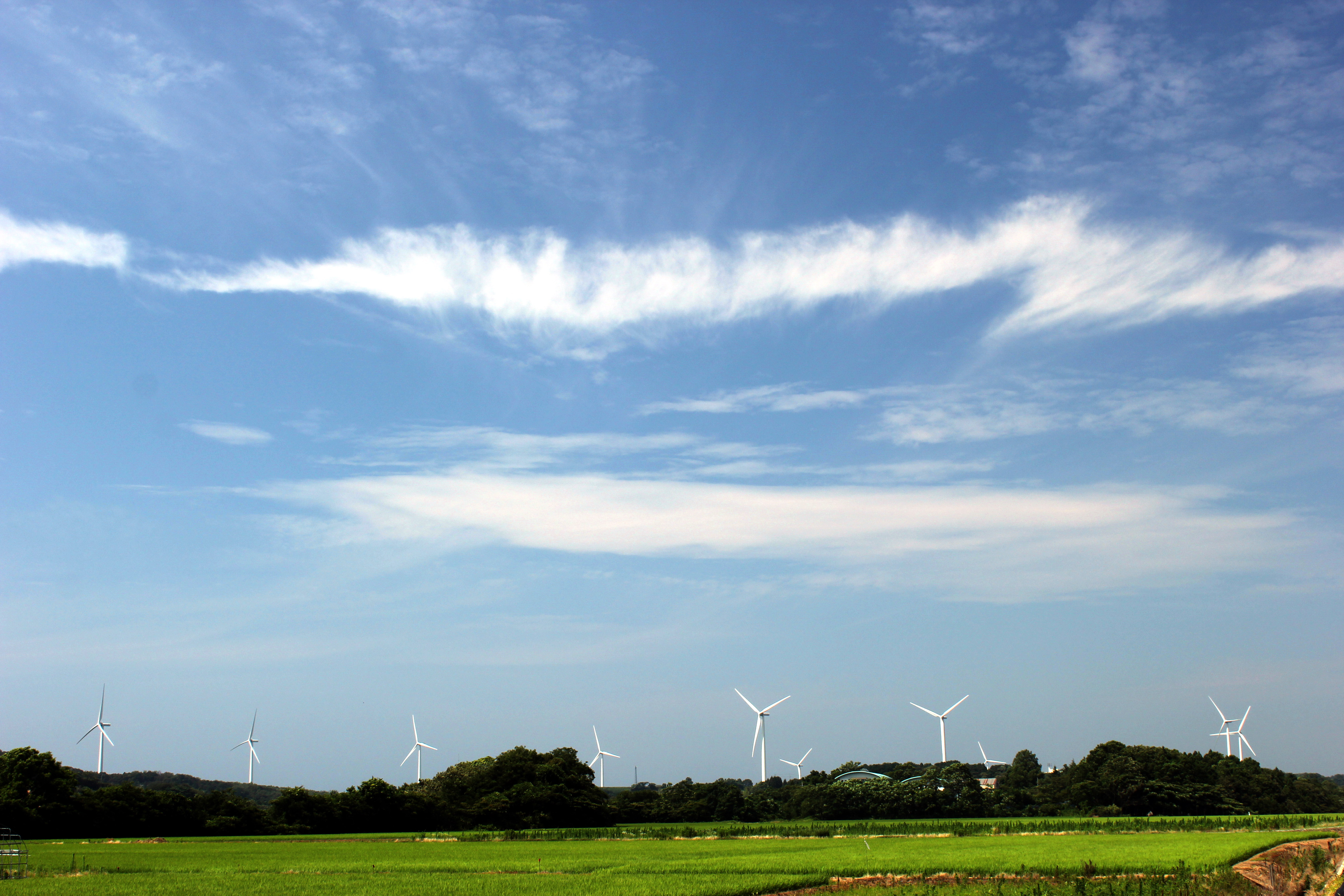
加越台地。周囲の低地よりやや標高の高い丘陵が広がっているのが確認できる。丘陵上の風車はあわら北潟風力発電所である

加越台地（かえつだいち）は、福井平野北部、石川県能美山地の西部に広がる砂礫からなる台地である。

## 概説
加越台地は、加越丘陵とも呼ぶ。標高約20～100ｍの低平な丘陵地で、主に砕屑岩からなり、80ｍ以下に荒い砂礫からなる更新世の堆積物がある。丘陵を南北に北陸自動車道が通過している。 
丘陵と山地の境付近に過去福井地震を起こした活断層が南北方向に存在している。あわら市から加賀市にゴルフ場がある。また新興住宅地が立地してる。 
主に畑作の他は赤松林が点在する。